# Hymén
Hymén nebo Hymenaios (řecky Ὑμέναιος, latinsky Hymenaeus) je jméno, které v řecké mytologii má více významů.

## Hymén - bůh

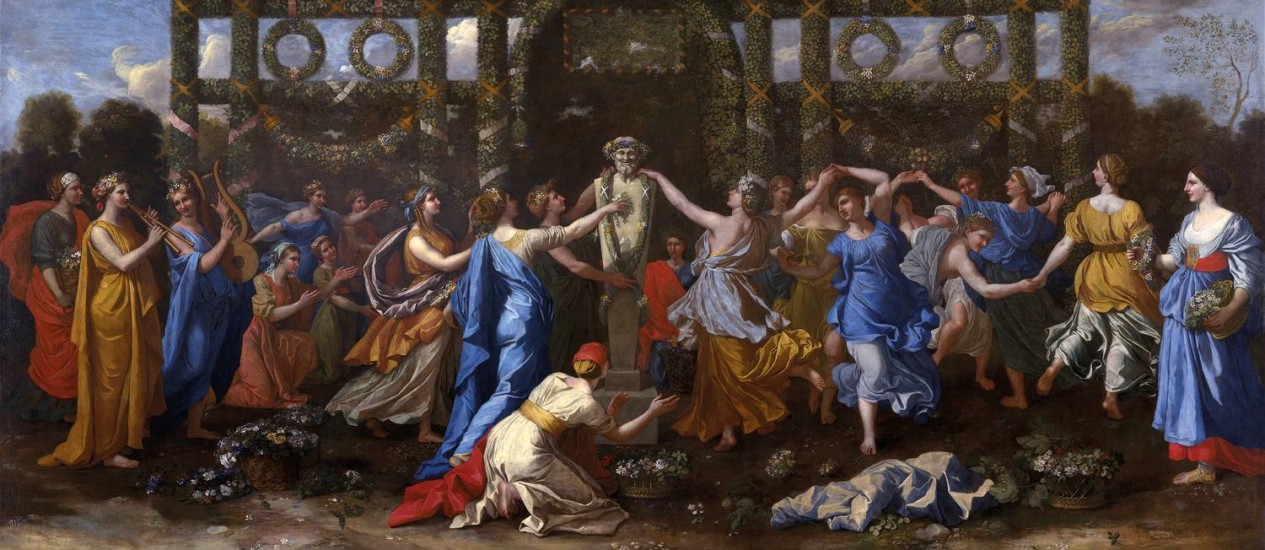
Hymén převlečený za ženu, Nicolas Poussin

Hymén je bůh sňatku a ochránce manželství, bůh svatebních zpěvů. O jeho původu existuje několik verzí. Podle jedné verze je synem boha Apollóna a některé z múz (Kalliopy, Úranie nebo Terpsichory). Podle jiné byli jeho rodiči bůh Dionýsos a bohyně Afrodité.
I přes nejistý původ je ctěn, zejména milenci a novomanžely. Na každé antické svatbě zazněla píseň na jeho počest. Jeho jméno zobecnělo a znamenalo svatbu nebo svatební píseň.
Některé verze uvádějí, že sám Hymén zemřel v den své svatby.
Římským protějškem Hymena byl bůh sňatků Talassius.

## Hymenaios - pěvec
V mýtech se vyskytuje také thrácký pěvec svatebních písní Hymenaios, který byl rovněž považován za syna jedné z Múz (Úranie nebo Terpsichory).
Vypráví se, že se zamiloval do velmi bohaté dívky. Aby mohl být v její blízkosti, převlékl se za děvče a na slavnosti bohyně Démétry se k ní přiblížil. Jenže skupinu dívek i s Hymenaiem unesli mořští loupežníci na vzdálený ostrov. Hymenaios je pobil a vrátil se do Athén, kde si vymohl příslib, že jestliže vrátí všechny dívky, bude si moci tu svou vzít za ženu. Stalo se a byli spolu tak šťastni, že se o nich zpívalo ve všech svatebních písních, které se také nazývají hymenaios.
Uvádí se, že byl zbožněn a přijat do družiny bohyně Afrodíty.

## Hymenaios - svatební píseň
Byla obvykle zpívána dívčím sborem nebo střídavě dívkami a chlapci. Byla složena v hexametrech. U hellénistických a římských básníků byla obvykle zvaná epithalamion.